# Lucía Puenzo
Lucía Puenzo (Buenos Aires, 28 de novembre de 1976) és una escriptora, directora i guionista de cinema argentina, que a més treballa amb producció executiva i recerca.

## Biografia
Puenzo es va formar en Guió Cinematogràfic a l'Escuela Nacional de Experimentación y Realización Cinematográfica (ENERC) de Buenos Aires, on es va graduar en 2000.
Debuta com a novel·lista el 2004 amb la novel·la El niño pez i des de llavors ha escrit diverses altres: Nueve minutos (2005), La maldición de Jacinta Pichimahuida (2007), La furia de la langosta (2009), Wakolda (2010), que han estat traduïdes a altres idiomes.
Abans de la publicació d'aquests llibres, Lucía Puenzo havia treballat al cinema com a guionista i en 2007 va dirigir la seva primera pel·lícula, XXY, amb la qual va obtenir més de 20 premis internacionals, entre ells el Gran Premi de la Setmana de la Crítica en el Festival de Cannes d'aquest any. El film va ser candidat als Goya i va guanyar el Ariel a la millor cinta estrangera; va rebre també guardons a la millor pel·lícula i a la millor direcció en els festivals d'Edimburg, Bangkok, d'Atenes i de Mont-real, entre d'altres. A aquest film li va seguir a l'any següent Los invisibles i el 2009 va estrenar la primera adaptació d'una novel·la: El niño pez.
En 2013 va portar a la pantalla gran, amb el mateix títol, el seu llibre Wakolda, que es desenvolupa a Bariloche i tracta sobre l'estada a l'Argentina del criminal nazi Josef Mengele. Coproducció de diversos països, a Espanya es va estrenar sota el nom de El médico alemán. Al segon Festival Internacional Unasur Cine, celebrat a San Juan, va obtenir quatre premis: millor pel·lícula, millor direcció (Lucía Puenzo), millor actriu (Natalia Oreiro) i revelació (Florencia Bado).
En 2010 la revista britànica Granta y Granta en español la van seleccionar com una de les 22 millors escriptores en castellà menors de 35 anys.
EEn 2019 va dirigir a les actrius xilenes Claudia Di Girolamo i Daniela Vega en la sèrie La Jauría de Fábula.
Es filla del també director de cinema Luis Puenzo.

## Filmografia
| Any  | Pel·lícula               | Paper                 |
| ---- | ------------------------ | --------------------- |
| 2000 | (H) Historias cotidianas | Guionista             |
| 2003 | La puta y la ballena     | Guionista             |
| 2006 | A través de tus ojos     | Guionista             |
| 2007 | XXY                      | Directora i guionista |
| 2008 | Los invisibles           | Directora             |
| 2009 | El niño pez              | Directora i guionista |
| 2010 | Más adelante (curt)      | Directora             |
| 2013 | Wakolda                  | Directora i guionista |

| Any  | Ficció              | Paper     |
| ---- | ------------------- | --------- |
| 2015 | Cromo (sèrie de TV) | Directora |

## Novel·les
- El niño pez, Beatriz Viterbo, Buenos Aires, 2004 (Emecé/Planeta 2013)
- Nueve minutos, Beatriz Viterbo, Buenos Aires, 2005 (Emecé/Planeta 2013)
- La maldición de Jacinta Pichimahuida, Interzona, Buenos Aires, 2007 (Emecé/Planeta 2013)
- La furia de la langosta, Mondadori, Buenos Aires, 2009 (España: Duomo Ediciones, 2013)
- Wakolda, Emecé/Planeta, 2011 (España: 2013)[5]
- Los invisibles, TusQuets, 2018[6]

## Premis i nominacions
Premis Goya
| Any  | Categoria                    | Pel·lícula | Resultat   |
| ---- | ---------------------------- | ---------- | ---------- |
| 2007 | Millor pel·lícula estrangera | XXY        | Guanyadora |
| 2014 | Millor pel·lícula estrangera | Wakolda    | Nominada   |

Premi Ariel
| Any  | Categoria                        | Pel·lícula | Resultat   |
| ---- | -------------------------------- | ---------- | ---------- |
| 2008 | Millor pel·lícula iberoamericana | XXY        | Guanyadora |

Premi Cóndor de Plata
| Any  | Categoria           | Pel·lícula | Resultat   |
| ---- | ------------------- | ---------- | ---------- |
| 2008 | Millor pel·lícula   | XXY        | Guanyadora |
| 2008 | Millor director     | XXY        | Nominada   |
| 2008 | Millor guió adaptat | XXY        | Guanyadora |
| 2014 | Millor pel·lícula   | Wakolda    | Guanyadora |
| 2014 | Millor director     | Wakolda    | Guanyadora |
| 2014 | Millor guió adaptat | Wakolda    | Guanyadora |

- Atenes d'Or 2008 per XXY (Festival Internacional de Cinema d'Atenes)
- Premi Kinnaree d'Or 2007 per XXY (Festival Internacional de Cinema de Bangkok)
- l'Índia Catalina d'Or 2008 per XXY (Festival de Cinema de Cartagena)
- Premi a Nou Director 2008 per XXY (Festival Internacional de Cinema d'Edimburg)
- Premi dels Crítics de Cinema de Quebec 2007 per XXY (Festival de Cinema Nou de Mont-real)
- Premis a la millor pel·lícula i millor adreça del segon Festival Internacional Unasur Cinema, celebrat en San Juan, per Wakolda (el film va obtenir a més el premi a la millor actriu protagonista —Natalia Oreiro— i actriu revelació, Florència Bado)
- Millor guió per Wakolda en el Latin Beat Film Festival de Tòquio (el Japó, 2013)
- Nominada als Premis Platino 2014 a Millor Pel·lícula, Millor Direcció i Millor Guió per Wakolda.[7]